# Gluten

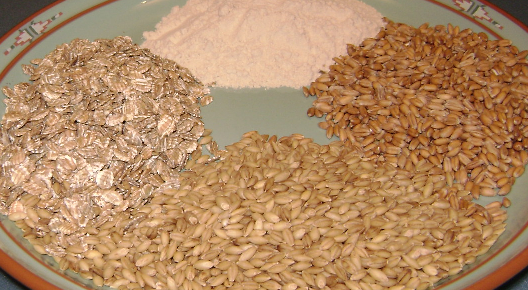
Vier bronnen van gluten: tarwemeel (bovenaan), Europees spelt (rechts), gerst (onderaan) en rogge (links).

Gluten (van het Latijnse gluten, lijm) is een groep eiwitten die voorkomen in het endosperm van de graankorrel van verschillende soorten graan, en in de daaruit vervaardigde graanproducten. Gluten is onder meer aanwezig in tarwesoorten als gewone tarwe, durum, tritordeum en spelt, evenals in rogge en gerst. Het eiwit van gewone tarwe bestaat voor ongeveer 58-65% uit gluten, bij durum ligt dat tussen de 56 en 64%. Gluten wordt door de plant opgeslagen in de graankorrel als reservevoedsel voor de kiem.
Gluten wordt onderverdeeld in twee groepen eiwitten: glutenines en gliadines. Glutenines zijn polymeren van grote en kleine proteïne-eenheden. Gliadines zijn monomere proteïnes, die uitsluitend in graansoorten van het geslacht tarwe voorkomen. Gliadines horen tot de groep prolamines.
Gliadine en verwante prolamines worden niet verdragen door mensen met coeliakie, een glutenintolerantie die ongeveer 1% van de bevolking treft. Mensen met deze aandoening moeten een aangepast, glutenvrij dieet volgen, om beschadiging van het darmslijmvlies te voorkomen. Granen met prolamines die weinig tot geen overeenkomst in aminozuurvolgorde hebben met de gliadines uit tarwe (zoals rijst, maïs, teff) kunnen wel gegeten worden door deze mensen. 
Gluten is rijk aan de aminozuren asparagine, glutamine, arginine en proline, maar is zeer arm in de uit voedingskundig oogpunt belangrijke aminozuren lysine, tryptofaan en methionine. Niet-granen, zoals boekweit, quinoa, amaranth, sojabonen en zonnebloempitten bevatten geen gluten.

## Ontdekking
De aanwezigheid van gluten in meel is ontdekt in 1728 (maar gepubliceerd in 1745) door Jacopo Bartolomeo Beccari.

## Toepassing in de voeding

### Rol bij broodbakken

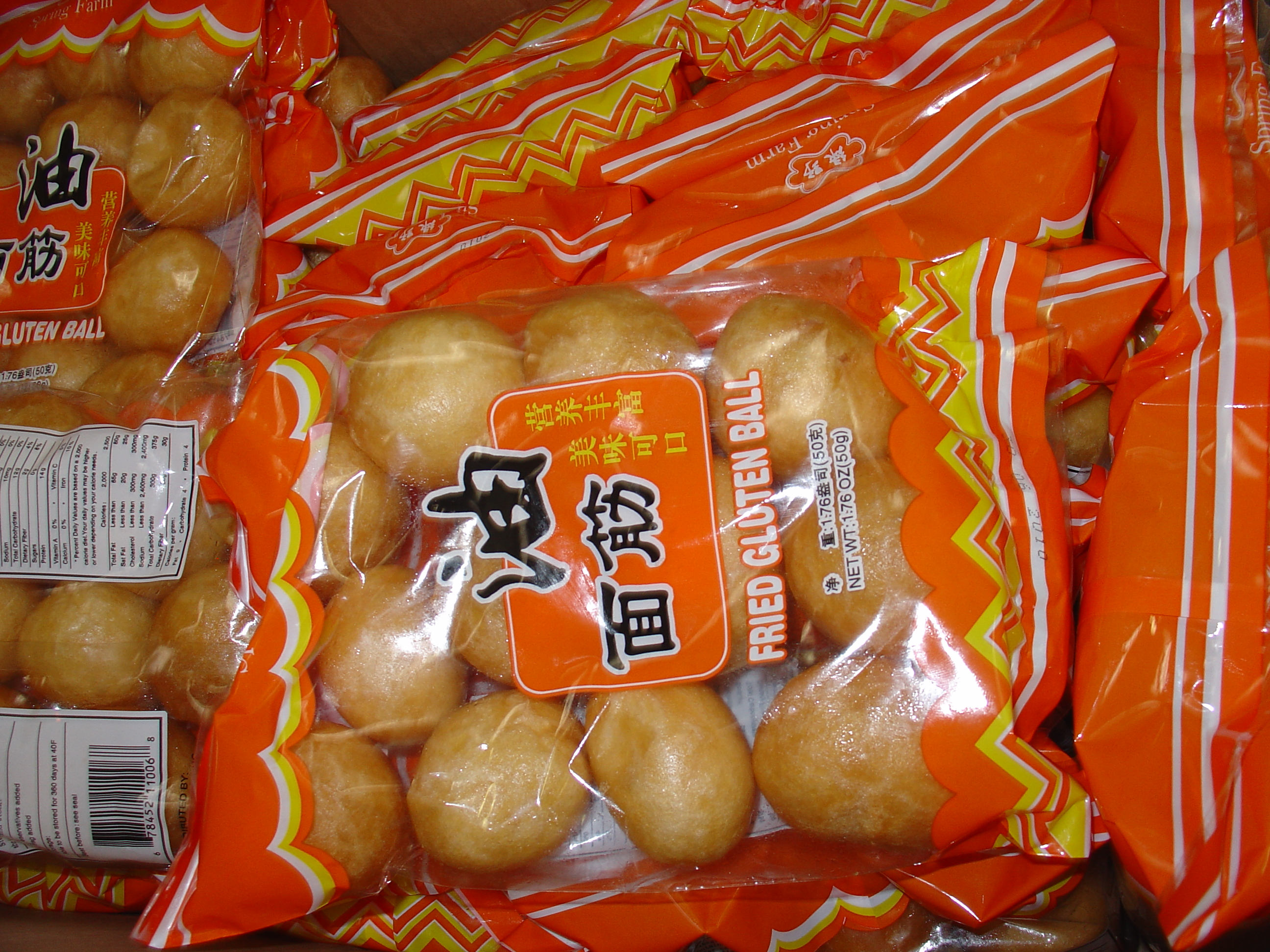
Gefrituurde glutenballen

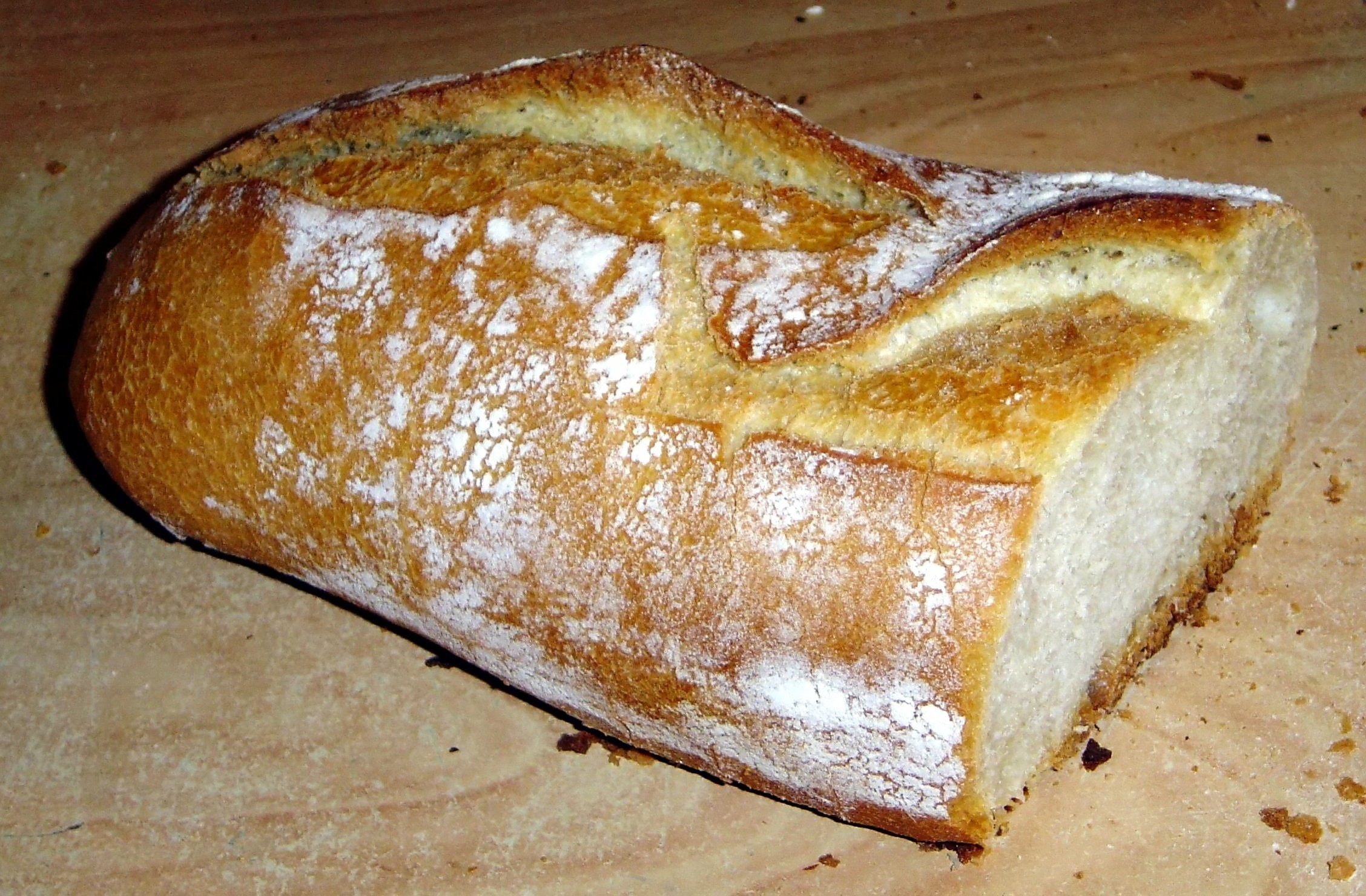
Glutenbrood

Bij het kneden van brooddeeg vormen de glutenproteïnes een netwerk, dat het deeg zijn stevigheid en elasticiteit biedt. Gliadine is van belang voor de viscositeit van het deeg, en glutenine bepaalt de elasticiteit of stevigheid. De exacte verhouding tussen beide eiwitten is een bepalende factor voor de eigenschappen van brood, en andere producten die van het meel gemaakt worden.
Gluten zorgt ervoor dat het deeg de bij het fermentatieproces vrijkomende koolstofdioxide in het deeg kan vasthouden. Zo ontstaan kamertjes waardoor het brood kan rijzen. Dit is vooral belangrijk bij zwaardere broodsoorten, zoals volkorenbrood, rozijnenbrood of brood met veel zaden en pitten. Het gluten vormt namelijk het skelet van het brood, dus moet het de vulling goed kunnen dragen. Na het bakken zorgt het gestolde gluten ervoor, dat het eindproduct zijn vorm behoudt.

### Vleesvervanger
Gekookt wordt gluten stevig en zuigt een hoeveelheid van het omliggende vocht (en de smaak ervan) op. Het wordt om die reden zo gebruikt in de vegetarische en veganistische keuken. Eén variëteit wordt seitan genoemd. Sommige mensen beschouwen seitan als een overtuigend imitatievlees, wanneer het goed op smaak is gemaakt.

## Productie van gluten
Doordat gluten niet in water oplost, kan het gemakkelijk uit het meel van tarwe en andere granen geïsoleerd worden. Uit een eenvoudig deeg van meel en water wordt het zetmeel uitgespoeld en wordt het gluten gedroogd. Voor non-foodtoepassingen geeft een zoute oplossing betere resultaten. Het resterend gluten krijgt dan een stevige, kauwgomachtige structuur. 
Het uitgewassen tarwezetmeel wordt hoofdzakelijk verder verwerkt tot glucosestropen.

## Ziekten die in verband worden gebracht met gluten

### Coeliakie
Mensen die aan de auto-immuunziekte coeliakie (spreektaal: glutenintolerantie) lijden hebben een intolerantie voor gliadine (in tarwegluten) en verwante prolamines in andere granen en moeten een glutenvrij dieet volgen. Inname van gliadines veroorzaakt bij hen via een auto-immuunreactie beschadiging van de darmvlokken van de dunne darm, wat tot gevolg heeft dat de opname van de bouwstoffen uit het voedsel (voedingsstoffen) verslechtert. Wanneer alle producten met gliadines worden vermeden, herstellen de darmvlokken zich en kunnen voedingsstoffen weer normaal worden opgenomen. De darmvlokken herstellen zich overigens niet blijvend; men kan dus niet volkomen genezen. Opnieuw eten van glutenhoudende producten zal dan ook een nieuwe verslechtering boven op de reeds bestaande schade betekenen.
Sommige granen, zoals teff, gierst, mais en rijst, en niet-granen zoals quinoa en boekweit worden als vervanger gebruikt voor gliadinerijke granen als tarwe. Havervlokken kunnen gluten bevatten als die verwerkt zijn door een machine die ook glutenproducten verwerkt. Aangezien tarwe en spelt in veel voedingsmiddelen wordt verwerkt, is het moeilijk een glutenvrij dieet te volgen.

### Ziekte van Duhring
Er is veel bewijs voor de stelling dat de ziekte van Duhring, een zeldzame ontstekingsziekte van de huid met een herpes-achtig karakter (vandaar de wetenschappelijke naam dermatitis herpetiformis), een symptoom is van coeliakie. Onderzocht wordt of ook andere huidaandoeningen, zoals psoriasis een relatie hebben met glutenintolerantie.

### Tarwe-allergie
Indien er sprake is van een tarwe-allergie ontstaat er een allergische reactie op bepaalde eiwitten die aanwezig zijn in tarwe of in granen die hiervan familie zijn zoals spelt en khorasantarwe. De kleine groep mensen met een tarwe-allergie, kan in sommige gevallen, in tegenstelling tot mensen met coeliakie wel andere glutenbevattende granen gebruiken. Voorwaarde is wel dat er geen contaminatie met tarwe mag hebben plaatsgevonden. De allergische reactie van het afweersysteem ontstaat zeer snel waardoor klachten als benauwdheid, diarree, braken, buikpijn en huiduitslag kunnen voorkomen. In zeer ernstige gevallen kan (een spoortje) tarwe zelfs leiden tot een anafylactische shock waaraan de patiënt mogelijk kan overlijden.
Een bijzondere vorm van tarwe allergie is de zogenaamde Wheat dependent exercise induced anaphylaxis, afgekort WDEIA. Dit is een allergie voor omega-5-gliadine, een onderdeel van gluten. Het bijzondere is dat een allergische reactie zich pas voordoet wanneer gluten gegeten wordt in combinatie met de aanwezigheid van een co-factor. Een co-factor is een factor die een allergische reactie kan faciliteren of doen escaleren. Co-factoren kunnen zijn: inspanning, alcohol, NSAID's (ontstekingsremmers), koorts en ziekte, en ten slotte ook de menstruatie. Typisch voor deze vorm van glutenallergie is dat een allergische reactie kan optreden indien men tot 4 uur na het nuttigen van gluten een inspanning levert. Dit hoeft zelfs geen intense inspanning te zijn. Aangezien inspanning de bekendste co-factor is van deze glutenallergie werd de naamgeving hierop geënt. Maar ook de andere co-factoren kunnen een allergische reactie veroorzaken. In de afwezigheid van een co-factor treedt er doorgaans geen reactie op na het eten van gluten.

### Glutensensitiviteit of glutengevoeligheid
Naast de mensen met gediagnosticeerde coeliakie of tarwe-allergie is er nog een groep mensen die klachten krijgt door het eten van tarwe. De klachten zijn niet zo heftig als bij coeliakie of tarwe-allergie. Het gaat dan bijvoorbeeld om lichte diarree, buikkrampen of een opgeblazen gevoel. In de wetenschap wordt dit fenomeen omschreven als niet-coeliakieglutensensitiviteit (NCGS). Of de klachten door gluten veroorzaakt worden is niet duidelijk evenmin als hoe de klachten in het lichaam ontstaan en of dit bij alle patiënten dezelfde oorzaak heeft. Ook is de drempelhoogte met betrekking tot het ontstaan van klachten niet bekend. Volgens een voorzichtige schatting is mogelijk 0,6 tot 13% van de bevolking gevoelig voor gluten. Het kan hoger zijn, een nauwkeuriger schatting wordt bemoeilijkt door het feit dat glutengevoeligheid zeer moeilijk is te diagnosticeren. Uit onderzoek bleek dat er bij deze patiëntengroep een sterke wisselwerking optreedt tussen de hersenen en de darmen. Mensen die verteld wordt dat ze gluten te eten krijgen, krijgen klachten. Maar ook als ze na die mededeling geen gluten te eten krijgen ontwikkelt een deel klachten. Omgekeerd blijkt dat mensen die verteld wordt dat ze geen gluten krijgen, minder klachten ervaren, ook in het geval dat ze in werkelijkheid wel gluten te eten krijgen. Er is dus sprake van een nocebo-effect.

## Glutenvrije producten
Mensen met de diagnose coeliakie moeten een glutenvrij dieet volgen. Mensen zonder die diagnose wordt door het Nederlandse voedingscentrum geadviseerd om geen glutenvrij dieet te volgen, omdat daardoor veel voedingsstoffen gemist zullen worden.

### Normering
Een 'glutenvrij' product mocht aanvankelijk maximaal 200 ppm (200 milligram per kilo) gluten bevatten. Deze bovengrens is in 2008 in de Codex Alimentarius Standard voor glutenvrije producten verlaagd naar 20 ppm. In de Europese Verordening (EG) 41/2009 is de bewering “glutenvrij” geregeld waarbij ook 20 ppm als maximale norm wordt gehanteerd. Producten met de bewering ‘glutenvrij’ moeten vanaf 1 januari 2012 aan deze wettelijke eis voldoen. Op producten bereid met glutenhoudende granen, speciaal bestemd voor mensen met coeliakie, mag ook de term ‘met zeer laag glutengehalte’ gebruikt worden. Dan is het gehalte gluten maximaal 100 mg/kg.

### Keurmerk
Een internationaal erkend keurmerk voor glutenvrije voedingsproducten wordt voor de Benelux uitgegeven  door de Nederlandse Coeliakievereniging.

### Marktgrootte
De markt voor glutenvrije producten bedroeg in 2016 $3.5 miljard volgens Euromonitor, met een jaarlijkse stijging van ongeveer 12%. In 2011 bedroeg deze markt $1.7 miljard, en er werd voor 2020 $4.7 miljard voorspeld.